# Justicia andamanica
Justicia andamanica är en akantusväxtart som först beskrevs av Vasudeva Rao, och fick sitt nu gällande namn av M.K. Vasudeva Rao. Justicia andamanica ingår i släktet Justicia och familjen akantusväxter. Inga underarter finns listade i Catalogue of Life.